# Out of the Afternoon
Out of the Afternoon ist ein Jazz-Album des Roy-Haynes-Quartetts mit dem Multiinstrumentalisten Roland Kirk. Es wurde in Englewood Cliffs, New Jersey in zwei Sessions am 16. und 23. Mai 1962 aufgenommen und auf Impulse! Records veröffentlicht.

## Das Album
Der 37-jährige Schlagzeuger Roy Haynes galt zwar Anfang der 1960er Jahre immer noch als „Newcomer“ der Szene – Stanley Dance erwähnte 1962 in den Liner Notes des Albums ironisch seinen damaligen Sieg in einem Jazzpoll als new star –, hatte aber schon 1954 ein erstes Album auf Emarcy veröffentlicht (Busman’s Holiday); Haynes bekam danach nur selten Gelegenheit für Aufnahmen unter eigenem Namen; Ausnahmen blieben das Trioalbum We Three von 1958 mit Phineas Newborn und Paul Chambers auf New Jazz und das 1960 erschienene Prestige-Album Just Us mit Richard Wyands.
Mit dem 1960 von Creed Taylor gegründeten Label Impulse! war Haynes von Anfang an verbunden; er wirkte bei dessen erster Veröffentlichung, dem Album The Great Kai & J. J. der Posaunisten Kai Winding und J. J. Johnson mit; Haynes gehörte 1961 zu Oliver Nelsons Band bei den Aufnahmen von The Blues and the Abstract Truth. Mit dem Wechsel zu Bob Thiele erhielt er dann Gelegenheit zu den Aufnahmen dieses Albums, die zum Höhepunkt seiner Karriere werden sollte, so Ashley Kahn in seiner Label-Geschichte.
Der Saxophonist Roland Kirk hatte vor den Aufnahmen unter Haynes’ Leitung noch im August 1961 sein Mercury-Album We Three Kings eingespielt und im November in der Charles-Mingus-Band (Oh Yeah!) gespielt. Bereits im April 1962 hatte der blinde Musiker mit Roy Haynes bei den Aufnahmen zu seinen folgenden Album Kirk’s Works zusammengearbeitet.
Hinzu kam bei der Impulse-Session unter Haynes’ Leitung der Pianist Tommy Flanagan, in dessen Trio Haynes erstmals 1960 gespielt hatte, und der Bassist Henry Grimes, der zuvor mit Sonny Rollins, Perry Robinson und Thelonious Monk gearbeitet hatte.
Für das Album wählte Haynes ein Programm aus Jazzstandards aus, wie Leo Robin und Ralph Raingers If I Should Lose You, Bart Howards Fly Me to the Moon sowie den Klassiker Some Other Spring und ergänzte es mit drei Eigenkompositionen, Raoul, Snap Crackle und Long Wharf.
Der Schlagzeuger beginnt das Album mit einer Einleitung auf den Becken, in die Flanagan und dann Grimes einsteigen; dann spielt Roland Kirk auf den Tenor das Thema der Artie-Shaw-Nummer Moon Ray; Kirk spielt hier mit einem Sidney-Bechet-artigen Klang, den man auch von anderen Kirk-Aufnahmen wie From Bechet, Byas and Fats auf Rip, Rig and Panic kennt. Nach einer Einleitung folgt Kirks Solo über drei Chorusse, wobei er zusätzlich das Manzello bläst. Tommy Flanagan löst ihn mit einem Solo ab, bis Kirk für ein zweites kurzes Solo zurückkehrt.

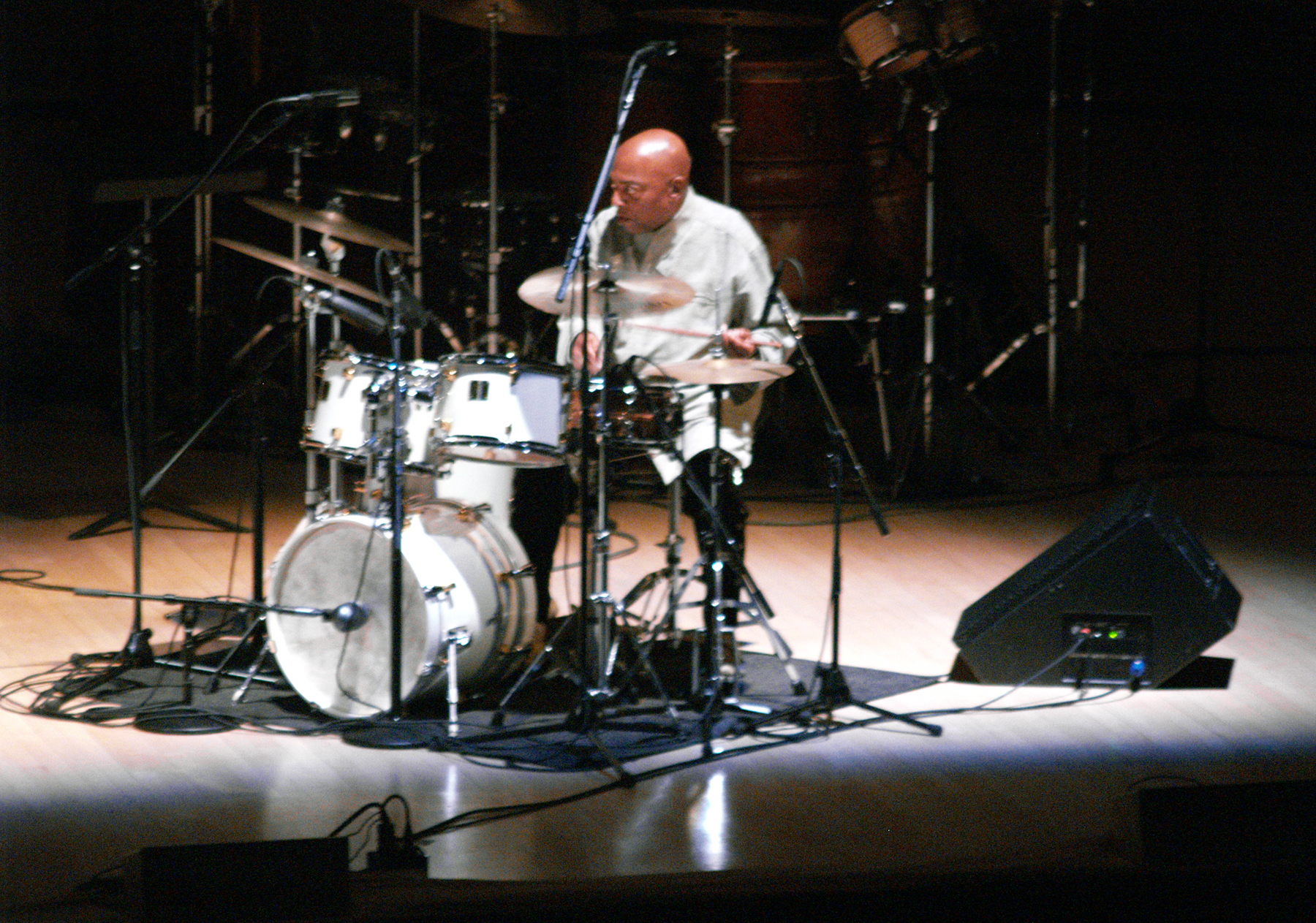
Roy Haynes live at Carnegie Hall im September 2007.

Den Walzer Fly Me to the Moon beginnt Kirk eher swingend-konventionell, um rasch mit zusätzlicher Verwendung des Manzellos das musikalische Geschehen zu steigern. Nach Flanagan, der das Tempo wieder herunter nimmt, hat Henry Grimes ein kurzes Solo. Kirks anschließende Manzello-Improvisationen werden in Call-and-Response-Manier immer wieder von Haynes unterbrochen, bis Kirk in das flüssige Themenspiel übergeht; er beendet den Titel in für ihn typischerweise mit einer Coda auf beiden Blasinstrumenten.

Es folgt Haynes’ von lateinamerikanischer Perkussion beeinflusster Titel Raoul, eine auf einem einfachen Riff aufgebaute Hardbop-Nummer. „Ein flinkes und ausgeklügeltes“ Spiel folgt von Flanagan, bevor Henry Grimes sein Solo hat. Roland Kirk spielt dann wieder Saxophon und Manzello, gleichzeitig und einzeln im Wechsel, wenn ihn Roy Haynes unterbricht.
Haynes’ Nummer Snap Crackle beginnt mit einer kurzen Einleitung des Bandleaders; darauf antwortet Tommy Flanagan mit dem Ruf Roy … Haynes!, der an die Auftritte des Schlagzeugers mit Sarah Vaughan erinnern soll, als Fans und bekannte ihn so zuriefen. Gleich nach dieser Einführung spielt Kirk erstmals auf Flöten, darunter die Nasenflöte, was den Kritikern Richard Cook und Brian Morton zufolge einer der Höhepunkte des Albums ist. Der Name des Stücks geht auf eine Phrase zurück, mit der der Bassist Al McKibbon den Stil des Schlagzeugers bezeichnete.

Den Balladen-Charakter des Robin/Rainger-Klassikers If I Shold Lose You wird sogleich von Roland Kirks großartigem Solo „mit einem Sturm auf dem Stritch verlassen“, so Stanley Dance. Als er dann nach einem lieblichen Flanagan-Solo zurückkehrt, kommt wieder die Erinnerung an den von ihm so oft gepflegten Bechet-Klang hoch.
/
Das dritte Original von Roy Haynes, Long Wharf ist eine uptempo-Nummer in Erinnerung an seine Bostoner Kindheit, bei dem auch Grimes ein längeres Solo hat. Das Album endet mit dem ruhigen Standard Some Other Spring, mit dem die Stimmung komplett wechselt: „Der Schluss bekommt (mit Roland Kirk am Manzello) eine wehmütige, zumeist pastorale Note“.
Out of the Afternoon blieb sowohl Roland Kirks einzige Einspielung und auch Roy Haynes’ einziges Album als Leader für Impulse!, der dem Label mit gelegentlichen Aufnahmen mit John Coltrane (Dear Old Stockholm, 1963) verbunden blieb.

## Bewertung des Albums

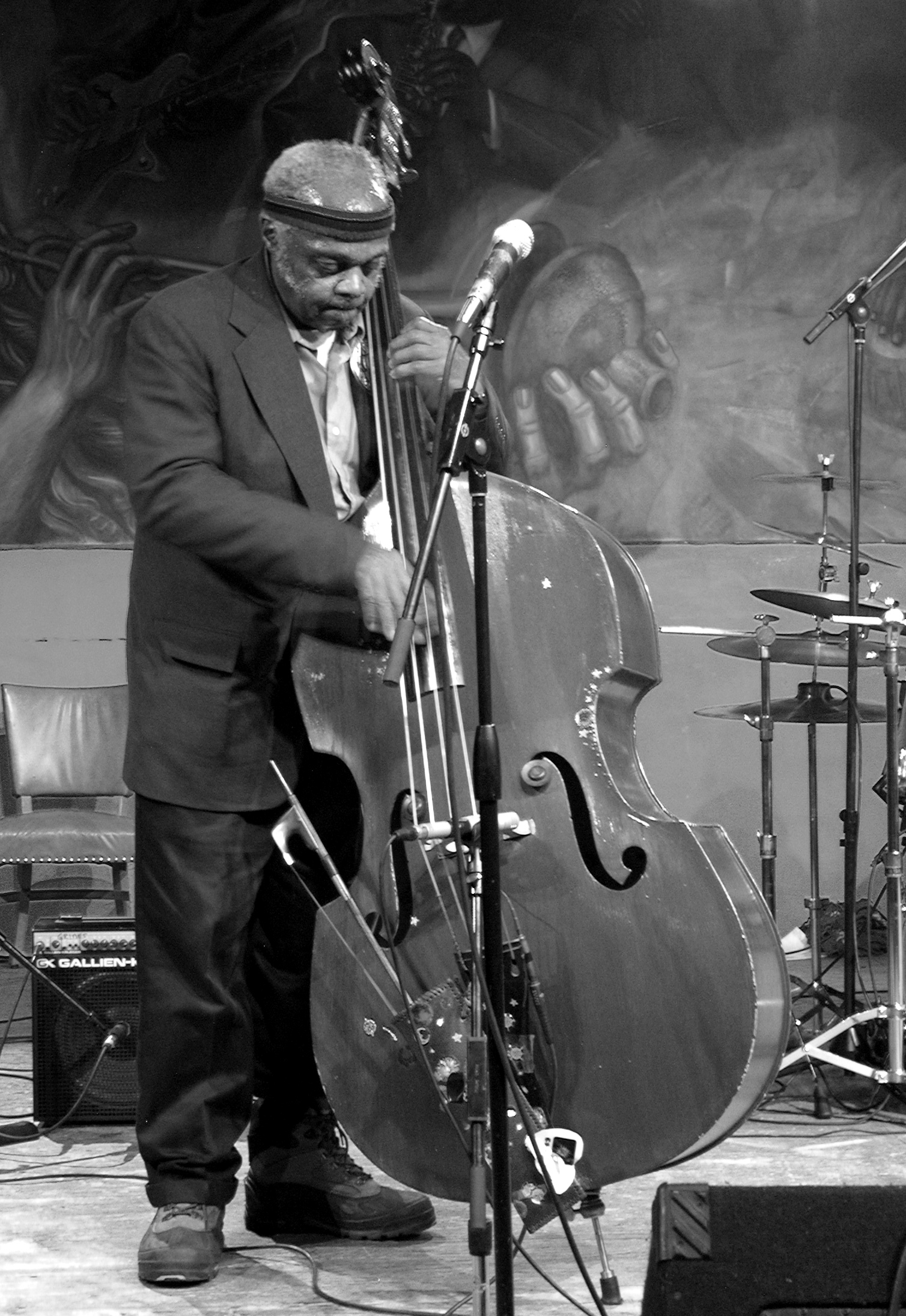
Henry Grimes mit Marshall Allen, Fred Anderson, Avreeayl Ra im HotHouse in Chicago, März 2005

Richard Cook und Brian Morton verliehen in ihrem Penguin Guide to Jazz dem Album die zweithöchste Note; Haynes einmaliges Album für Impulse sei großartig.

Steven McDonald nannte die Zusammenarbeit von Haynes und Kirk eine außergewöhnliche Session, die im Allmusic mit der Höchstnote ausgezeichnet wurde.

Das Album sei ein reizvoller Mix aus Techniken sowohl in Haynes’ Arrangement’s als auch in der Darbietung des Quartetts; bei dem alle beteiligten Musiker hervorragende Arbeit ablieferten. Haynes’ Schlagzeugspiel sei hier absolut großartig, leichtfüßig tänzerisch um die anderen Instrumente spielend; Flanagans Pianospiel sei ähnlich luftig und feinfühlig; Grimes’ Arbeit am Bass sei außergewöhnlich: So gebe es im Titel "Raoul" die Gelegenheit, ihn eines der – in dieser Ära des Jazz – seltenen gestrichenen Soli zu hören. Und über Kirks Spiel gäbe es nicht viel mehr zu sagen, was nicht anderen Ortes schon gesagt wäre; außer der Tatsache, dass seine Flötensoli in "Snap Crackle" dazu führen, diesen Teil als teilweise außergewöhnliche Leistung herauszuheben.

## Editorische Hinweise
In den Original-Liner-Notes 1962 beschrieb Stanley Dance Roland Kirks Instrumente Manzello und Stritch (das Dance irrtümlich „Strich“ nannte) falsch; dies korrigierte Michael Cuscuna bei der Neuausgabe des Albums 1995. Die Cover-Fotografie stammt von Lee Tanner.

## Die Titel

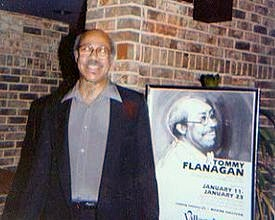
Tommy Flanagan

- Roy Haynes Quartet: Out of the Afternoon (Impulse A(S) 23 – IMP 11802)
  1. Moon Ray (Artie Shaw, Paul Madison, Arthur Quenzer) – 6:38
  2. Fly Me to the Moon (In Other Words) (Bart Howard) – 6:38
  3. Raoul (Roy Haynes) – 5:59
  4. Snap Crackle (Roy Haynes) – 4:09
  5. If I Should Lose You (Leo Robin, Ralph Rainger) – 5:47
  6. Long Wharf – 4:40
  7. Some Other Spring (Ira Kitchings, Arthur Herzog Jr.) – 3:29

Die Titel 2 bis 5 wurden am 16. Mai, die Titel 1, 6 und 7 am 23. Mai 1962 aufgenommen.